# Mangefold
 Ikke at forveksle med mangfoldighed (matematik).
Mangefold eller multiplum af et tal er i matematikken et udtryk for de tal, der fremkommer, når tallet ganges med andre tal.
24 og 144 og 228 er alle mangefold af 12, fordi
- 12 x 2 = 24
- 12 x 12 = 144
- 12 x 19 = 228

Ofte bruges ordet multiplum i stedet for mangefold (144 er et multiplum af 12)
| Matematik | Spire Denne artikel om matematik er en spire som bør udbygges. Du er velkommen til at hjælpe Wikipedia ved at udvide den. |